# Carlo Lancerotto
Carlo Lancerotto (... – Genova, 13 marzo 1908) è stato un calciatore e dirigente sportivo italiano.

## Carriera
Fu giocatore e, dall'aprile 1898, cassiere del Liguria, società fondata nel 1897 che non riuscì però a partecipare ai primi campionati ufficiali organizzati dalla FIF, restandovi sinché non passò, con il compagno di squadra Venturini, alla sezione calcistica dell'Andrea Doria.
Con i doriani partecipò al campionato nel 1902, ove perse l'eliminatoria ligure, primo derby ufficiale tra formazioni genovesi, contro i futuri campioni nazionali del Genoa. Nel maggio 1902 partecipò con l'Andrea Doria al torneo calcistico del campionato nazionale di ginnastica, aggiudicandosi la vittoria ex aequo con il Milan al termine della finale contro i rossoneri, terminata a reti bianche, ed il titolo di campione d'Italia, la Coppa Forza e Coraggio e la Corona di Quercia.
La stagione seguente fu tra i titolari nella sfida valida per il terzo turno del campionato contro la Juventus, giocata il 15 marzo 1903. L'incontro terminò con l'affermazione bianconera per 7-1 e la conseguente eliminazione dei doriani dal torneo.
Nel 1904 subì l'eliminazione dal torneo nello spareggio interregionale contro il Milan, incontro giocato il 6 marzo e terminato con l'affermazione dei rossoneri per 1-0.
Anche nel 1905 Lancerotto con i suoi non riuscì a superare la fase iniziale del torneo, eliminato dal Genoa che si impose nella doppia sfida dell'eliminatoria ligure, cosa ripetutasi anche la stagione seguente.
Morì nel 1908, due anni dopo il ritiro dall'attività agonistica.

## Palmarès

### Calciatore

#### Club

##### Altre Competizioni
- Torneo FGNI: 1

Andrea Doria: 1902